# سترونتيان
سترونتيان (بالإنجليزية: Strontian)‏ هي قرية تقع في القسم الشمالي الغربي مرتفعات إسكتلندا. كانت القرية معروفة بتعدين الرصاص في القرن الثامن عشر.
ينسب إلى المدينة تسمية معدن السترونتيانيت الذي اكتشف فيها أول مرة، وكذلك عنصر السترونتيوم.